# علي رضا نوري زاده
علي-رضا نور الدّين نوري زاده (بالفارسية: علیرضا نوری‌زاده) أكاديمي وكاتب وصحفي إيراني، وخبير في تاريخ إيران المعاصر. وهو لاجئ سياسي في بريطانيا، حيث حاز الدكتوراه في العلاقات الدولية من جامعة لندن، ويرأس «مركز الدراسات العربية والإيرانية» بلندن. يتحدث الفارسية والإنكليزية والعربية بطلاقة، وينشط نوري زاده في وسائل الإعلام مناهضاً الجمهورية الإسلامية. فهو مراسل للراديو الألماني دويتشه فيله، ومعلق سياسي لراديو صوت أمريكا، وكاتب في جريدة الشرق الأوسط السعودية.